# ブレゲ (時計)
ブレゲ（Breguet、フランス語発音: [bʁeɡɛ] 発音例）は、1775年にスイス人時計師のアブラアン‐ルイ・ブレゲによってフランス・パリで創業された高級時計メーカーである。
トゥールビヨンをはじめとする数々の時計製造のパイオニアであり、最古の時計ブランドのひとつとして歴史に残る数々の著名人を顧客に持つ、世界的に知られた名門ブランドである。
パテック・フィリップ、オーデマ・ピゲ、ヴァシュロン・コンスタンタン、A.ランゲ&ゾーネとともに世界五大時計ブランドの一つに数えられる。

## 概要
創業者生誕の地スイスに由来する高度な時計製造技術と、創業地フランスに由来する洗練された優美なデザインを特徴とする。ブランドカラーはブルー。ブランドロゴである、筆記体による"Breguet"の銘は、アブラアン-ルイ・ブレゲが書いた筆跡を模っており、古くは1787年に製作に着手したペルペチュエル・ウォッチNo.15に既に記されている。
1994年以降はスイスのヴォー州ラベイに本社を置き、すべての時計は同州ロリアンのマニュファクチュールで製造されている。本店は創業地のフランス・パリにあり、1933年よりパリ1区ヴァンドーム広場にブティックを置いている。
1999年よりスウォッチ・グループの傘下であり、同グループ内における最高峰のブランドランク「プレステージ&ラグジュアリーレンジ」に属している。

### 評価
米国・ニューヨークに拠点を置く独立調査機関のラグジュアリー・インスティテュートが2012年に同国の富裕層を対象に実施した調査によると、「優れた製品デザイン」「顧客サービス体験」「ブランド評判」という全ての項目において、ブレゲが27の高級時計ブランドの中で最高位にランク付けされた。

## 歴史

### 創業

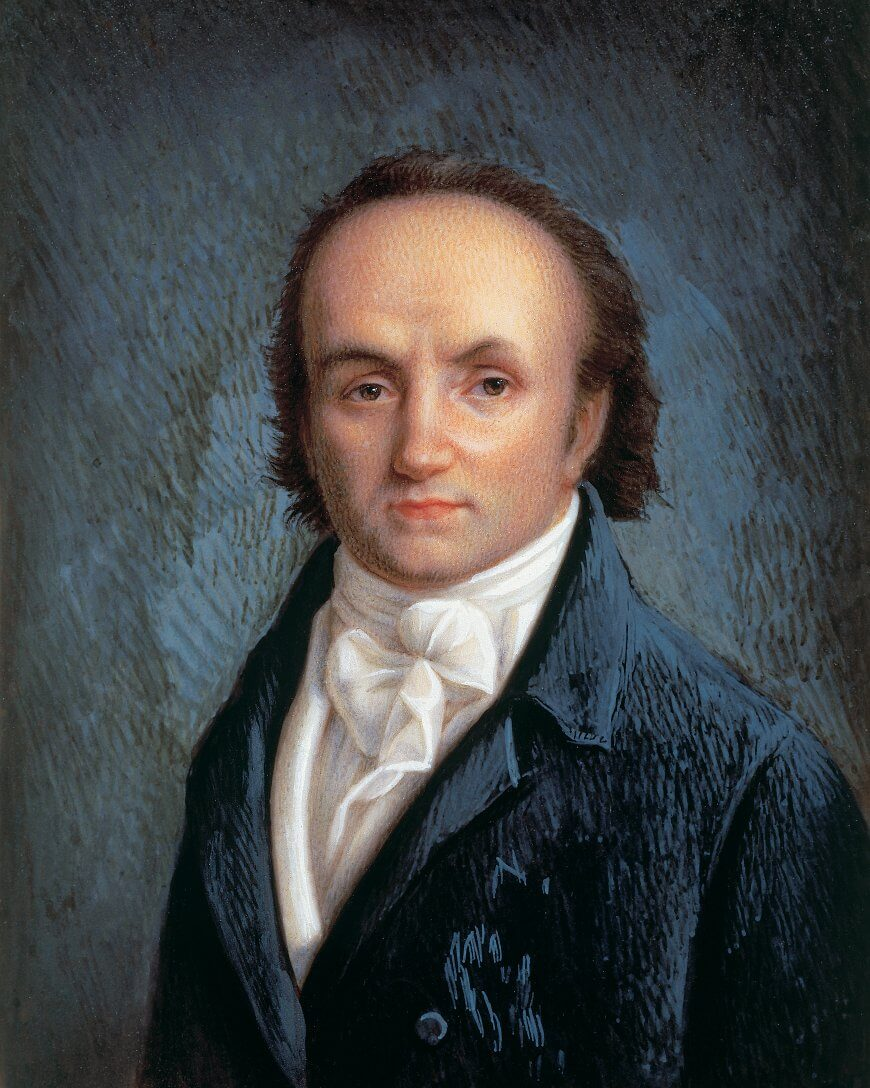
アブラアン-ルイ・ブレゲ

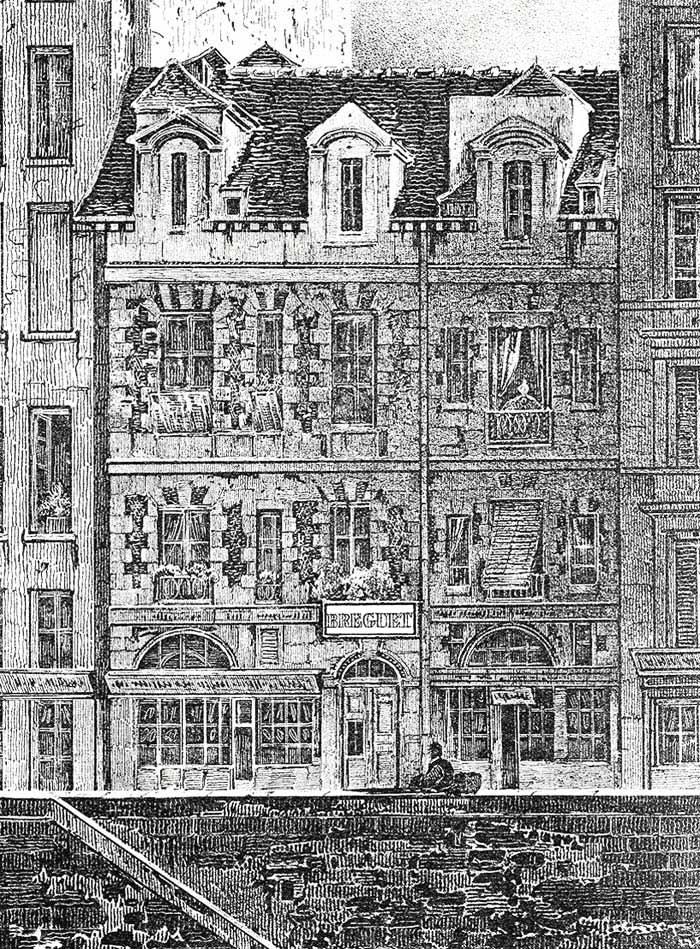
ケ・ド・ロルロージュに構えたブレゲの時計工房

ブレゲは1775年、スイス・ヌーシャテルのユグノーの両親のもとに生まれた時計師、アブラアン-ルイ・ブレゲによって創業された。 彼はフェルディナント・ベルトゥーとジャン-アントワーヌ・レピーヌの下で10年間時計製作を学んだ後、パリのシテ島にあるケ・ド・ロルロージュ河岸39番地で高級時計工房を開いた。裕福なフランス人ブルジョワの娘との結婚に伴う持参金が、彼が自分の工房を開くことを可能にする後ろ盾となった。さらに、フランス王室に人脈を持つ大修道院長、ジョゼフ=フラソワ・マリーの庇護を受けたことで、工房設立から数年のうちにフランス王室の御用達となり、その名声を確固たるものとした。
1795年、フランス革命のため一時フランスを離れていたアブラアンが工房に戻ると、今度は外国の顧客の開拓に注力し、ロシア帝室やオスマン帝室にまで及ぶ本格的な国際流通ネットワークを構築、ヨーロッパ各国の王侯貴族を顧客としていった。それと同時に、自動巻機構やパーペチュアルカレンダー、トゥールビヨン、ブレゲ針・ブレゲ数字やギヨシェ装飾など、のちの時計製造に多大な影響を与えることになる数々の発明や斬新なデザインを生み出し（詳細はアブラアム＝ルイ・ブレゲ#発明を参照）、その輝かしい功績から、アブラアンは経度委員会メンバー、王国海軍時計師、科学アカデミー会員、レジオン・ドヌール勲章シュヴァリエなど、数々の栄誉を手に入れた。

### 創業者の死後

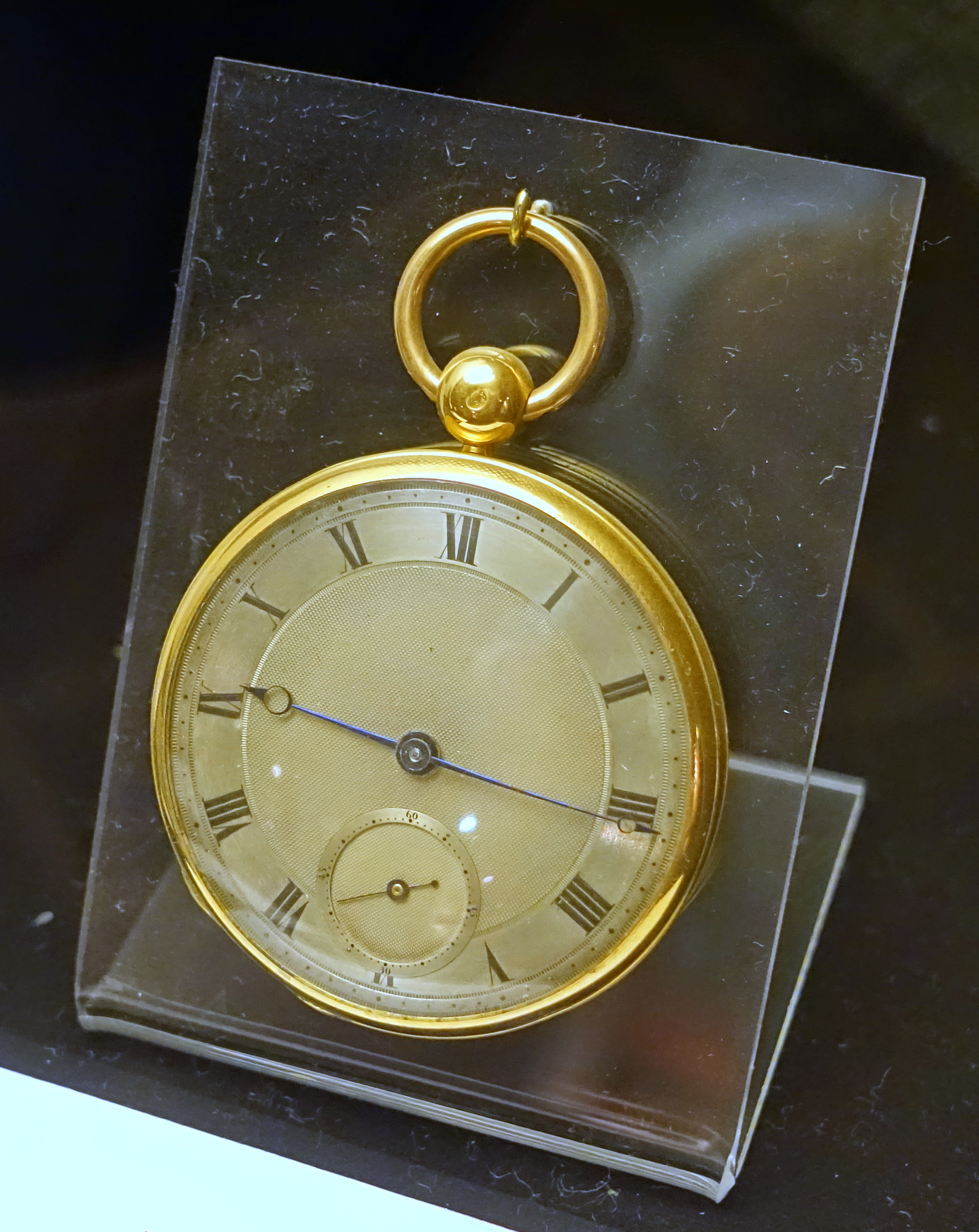
ウィリアム・ヘンリー・フォックス・タルボットによって購入された1821年製のブレゲの懐中時計

1807年頃、アブラアンは息子のアントワーヌ-ルイ・ブレゲをパートナーに迎え、社名を"Breguet et Fils"（ブレゲ・エ・フィス、ブレゲと息子たち）と改めた。 アントワーヌは、1823年の父の死後会社を引き継ぎ、幼少期から時計製造に没頭してきた彼は1833年まで家業を続け、その後は自分の息子のルイ-クレマン・ブレゲに後を継がせた。1835年から1840年にかけて、時計の製品ラインが標準化され量産化に成功、年間350本の時計を製造していた。しかし、電気通信分野に情熱を注いだルイ-クレマンは、伝統的な時計製造に対する興味を次第に失い、1870年、電機事業に専念するため工房長であったイギリス人時計師エドワード・ブラウンに工房を売却。その後ブラウン家が3代にわたる4名のオーナーによって100年間経営が引き継ぎがれることになる。
1933年、パリのヴァンドーム広場28番地に拠点を置く。ブレゲはこの象徴的な広場に開設した最初のウォッチブランドであり、ヴァンドーム内で幾度かの移転を経て、今日に至っている。

### 復興
1970年、フランスの宝石細工商ショーメが商標を買い取り、クォーツショックにより経営が危機的状況に陥っていたなか、当時ショーメに在籍していたフランソワ・ボデにより、"ブレゲの再来"と言われた時計師ダニエル・ロートを迎えて、本格的に復興を果たした。1976年、製造拠点をフランスからスイスのジュウ渓谷に移す。後にフランス資本のPPRがショーメごと買収した。
PPR傘下時にショーメから独立し、1987年、サウジアラビア系投資会社インヴェストコープに売却された。同社は1991年、ブレゲにムーブメントを卸していたレマニア（現ヌーベル・レマニア）、部品製造メーカーのヴァルダールも買収した。インヴェストコープ時代にはレマニアとの関係が密接になり、社屋も隣接した。
インヴェストコープには長期保有の意図がなく、LVMHやリシュモン、スウォッチ・グループへ売却を持ちかけた結果、スウォッチが1999年にレマニアとブレゲを買収した。現在もスウォッチ・グループの一社である。
スウォッチ・グループ下で順調に業績を回復し、高級時計ブランドとして復活した。スウォッチ・グループ会長ニコラス・G・ハイエックがブレゲ社長も兼務したのち、息子のニック・ハイエック・ジュニア、孫のマーク・ハイエックがその後を引き継ぎ、現在も創業者が手掛けた複雑時計の再現や、シリコン製の部品など新技術開発にも取り組んでいる。1993年からはブレゲの7代目の子孫エマニュエル・ブレゲ（Emmanuel Breguet 、1962年-）が参加し、ブレゲ家及び会社の資料の管理に当たるブレゲ歴史遺産研究員や、パリ・ヴァンドーム広場にあるブレゲ・ミュージアムの館長を務めるほか、2015年からはブレゲの副社長も兼任している。

## コレクション

### クラシック（Classique）

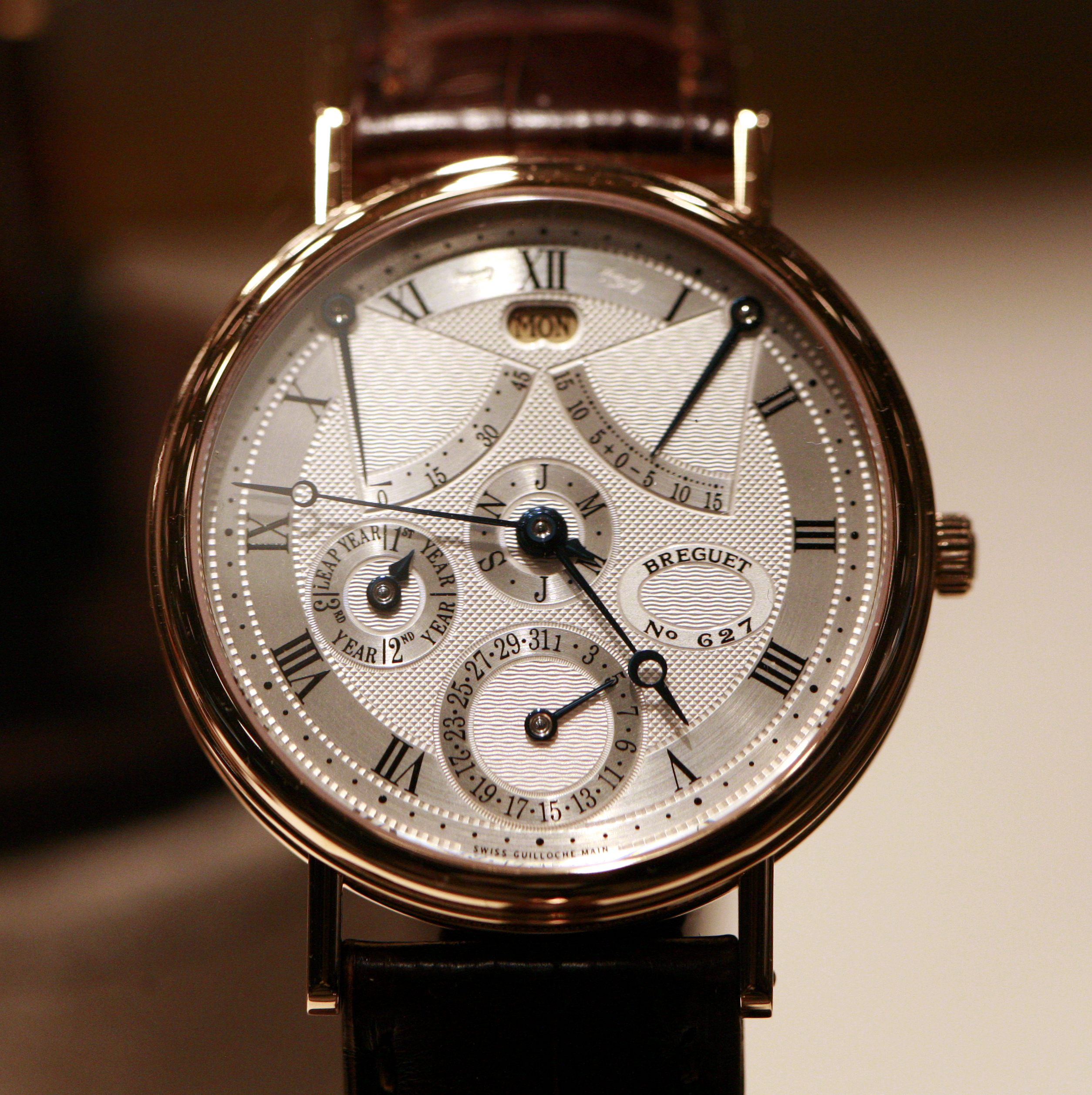
ブレゲ クラシック・コンプリケーション Ref.3477

手彫りギヨシェ模様の文字盤や、伝統的な技法を駆使した「グラン・フー」エナメルダイヤルなど、ブレゲの根幹を成す技術や芸術性、さらに伝統的な価値を受け継ぐ、1972年に誕生したブレゲの象徴的ライン。華美な装飾が施されることが少ないシンプルなデザインが特徴で、多くのモデルには、1783年にブレゲ自身がデザインを手掛けた、時代を超越したブレゲ針が採用されているほか、アブラアン-ルイ・ブレゲが時計の偽造防止のために生み出したシークレット・サインも継承されている。また、すべてのクラシックは、完璧な仕上げを実現するために、「コインエッジ」と呼ばれるフルート模様のケースバンドにラグを溶接して組み合わせている。

### トラディション（Tradition）
アブラアン-ルイ・ブレゲによって考案された初期の懐中時計「スースクリプション」と「モントレ・ア・タクト」（触覚時計）にインスピレーションを得て生まれたライン。時間を読み取る文字盤を最小限の大きさに抑え、スケルトン仕様にすることで、香箱を中心に配された主要な内部の機構を前面から堪能することができる。部品のひとつひとつには精巧な仕上げが施され、その中でもグルネイユ仕上げと面取り加工は、ほとんど全てに見ることができる。また自動巻き機構は、アブラアン-ルイ・ブレゲが考案した「ペルペチュエル」ウォッチのデザインから着想を得たローターを搭載している。

### ヘリテージ（Héritage）
湾曲したトノー型のケースを特徴とするユニークなライン。ブレゲ針、シリアルナンバー、ダイヤルのギヨシェ装飾、そしてケースにあしらわれたフルート模様など、ブレゲを象徴するさまざまな要素が取り入れられている。

### マリーン（Marine）
1815年にアブラアン-ルイ・ブレゲがフランス王国海軍のマリン・クロノメーター製作者に任命されたことを原点とする、1990年に誕生したラグジュアリースポ―ツウォッチのライン。ブレゲの伝統ともいえるデザインコードを織り込みつつ、存在感を抑えた控えめな竜頭ガードや防水性能向上のための分厚いケースサイド、およびサンドイッチ構造といった新たな要素が加えられ、センターラグと一体型のストラップを特徴とする。

### タイプXX（Type XX）
1954年に誕生したパイロット・ウォッチのライン。フランス空軍のミリタリーウォッチとしての背景を持っており、民間用、軍用と2つのバージョンで展開されている。パイロット・ウォッチに特有のフライバック機能を備え、蓄光塗料を施した針やインデックス、簡単で迅速なストラップの交換システムなど、人間工学に基づきさまざまなディテールが提案されている。

### クイーン・オブ・ネイプルズ（Reine de Naples）

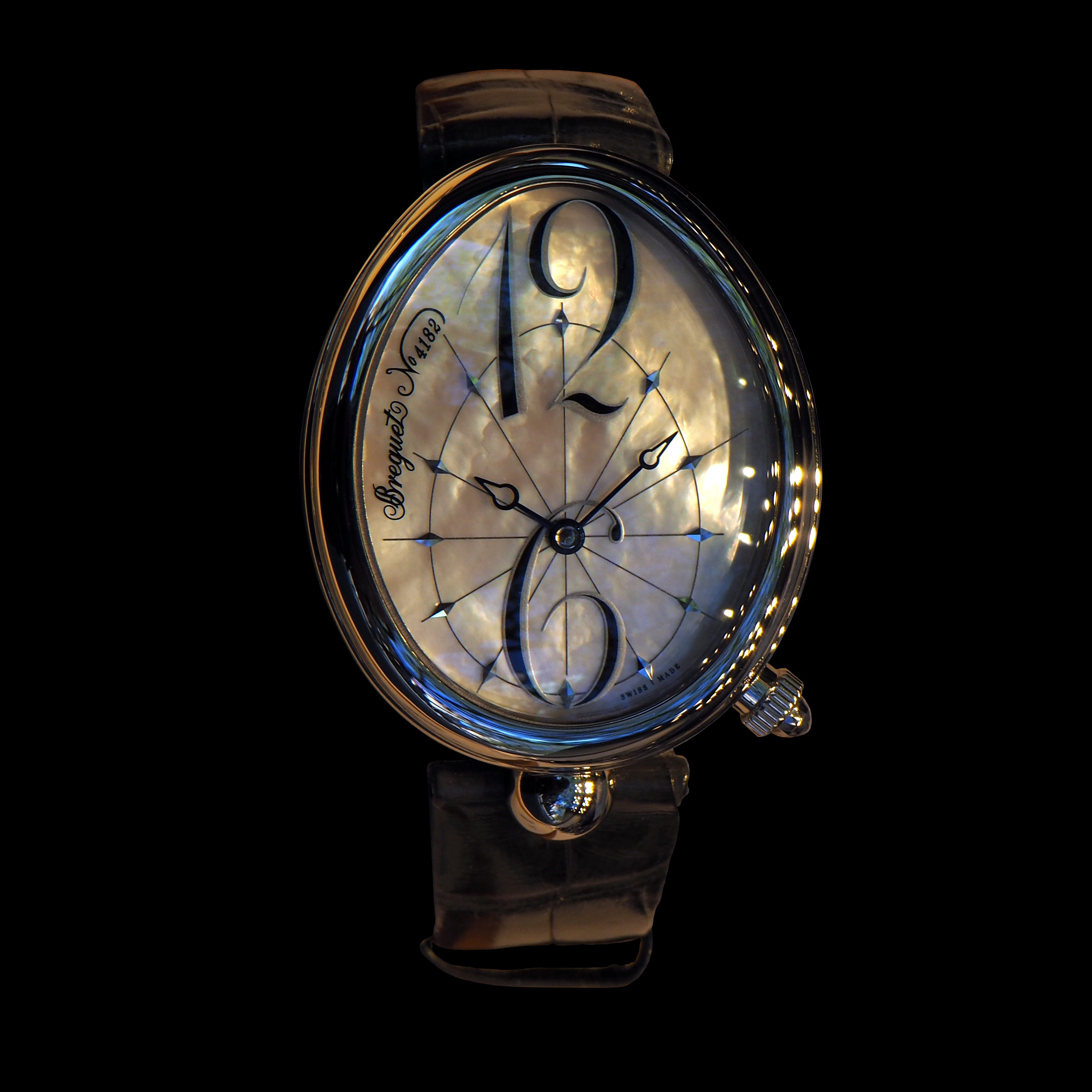
ブレゲ クイーン・オブ・ネイプルズ No.4182

アブラアン-ルイ・ブレゲがナポリ王妃カロリーヌ・ミュラのために、手首に着ける時計として初めて設計したブレスレットウォッチを現代に再解釈した、レディースウォッチのライン。楕円形のケース、丸みを帯びた中央のラグを特徴とし、ブレゲはこのコレクションで、数々のジュエリーウォッチを揃える。

## 著名な顧客
パリ・ヴァンドーム広場のブレゲ・ミュージアムには、ブレゲ創業時からの顧客台帳が保管されており、錚々たる顧客の名前が刻まれている。以下に一部を列挙する。なお、ブレゲのオーナーになると、この顧客台帳に名前を連ねることができる。
- ルイ16世（フランス王）[17][18]

機械技術に優れた鑑識眼を持っていた国王ルイ16世は、1784年にブレゲの時計を購入した記録が残る。
- ルイ18世（フランス王）[17]
- マリー・アントワネット（フランス王妃）[19]

王妃は当時、アブラアン-ルイ・ブレゲによるタイムピースの熱烈な愛好者で、ブレゲがデザインした高級時計をいくつも所有し、フランス全土にとどまらず、宮廷を訪れる上流階級の客人たちに熱心に薦めたことで、ブレゲの評判を世界中に広めた。1783年には、時間と費用を無制限とし、これまで知られたあらゆる高度な技術、複雑機構、機能をすべて組み込んだ時計を製作してほしいとの依頼をブレゲに与えた。その時計No.160「マリー・アントワネット」は、王妃やブレゲの死後となる1827年に完成した。また王妃の人生最後の時計は、革命後に幽閉された牢の中から注文したNo.179で、依頼は「シンプルなブレゲの時計を」とのことだった。
- ナポレオン・ボナパルト（フランス皇帝）[20][21]

アブラアン-ルイ・ブレゲの最も著名な顧客のひとりであり、1798年のエジプト遠征出発1カ月前に、絶縁脱進機を備えたリピーターウォッチNo.38 「ギャルドタン」、カレンダー表示とリピーター付きのキャリッジ・クロック（携帯用置時計） No.178、リピータウォッチNo.216「パーペチュアル」の3点を購入した。兄弟のジョゼフ、ルイ、リュシアン、ジェロームもブレゲの時計を購入した記録が残されている。
- ジョゼフィーヌ・ド・ボアルネ（フランス皇后） [22]

1800年、手で触って時刻を読み取ることができるタクトウォッチ、No.611「モントレ・ア・タクト」を購入したことで知られる。
- カロリーヌ・ミュラ（ナポリ王妃）[22]

1810年に購入された、手首に着用することを目的とした歴史上初めての腕時計であるNo.2639「クイーン・オブ・ネイプルズ」を含め、当時の記録によれば実に34個にも及ぶブレゲの時計を購入した。
- マリー＝ルイーズ（フランス皇后）[23]
- シャルル＝モーリス・ド・タレーラン＝ペリゴール（政治家）[24]

1787年からブレゲの顧客となって親交を深め、多くの知人にブレゲを紹介したとされる。
- ミシェル・ネイ（軍人）[25]

1813年にリピーターウォッチのNo.2121を購入した。
- ピウス7世（ローマ教皇）[17]
- セリム3世（オスマン皇帝）[26]

1804年、ブレゲは「可能な限り美しく優れたリピーターウォッチを」という依頼を受け、セリム3世のための時計を製作した。
- アレクサンドル1世（ロシア皇帝）[27]

1814年、皇帝は、たったひとりの従僕を連れ、身分を隠して旅をしていた中、ケ・ド・ロルロージュにあるブレゲの工房を訪れ、2つの時計を購入した。その後、部隊の歩数を記録する目的で歩数計一式も注文している。皇帝からの注文がはずみとなり、1813年には皆無であったロシアからの注文が、急速に回復することとなった。
- アントニオ・パスクアル・デ・ボルボン（スペイン王子）[28]

1808年にトゥールビヨン・ウォッチのNo.1188を購入した。
- フランシスコ・デ・パウラ・デ・ボルボン（スペイン王子）[29]

1818年にリピーターウォッチのNo.3104を購入した。
- カルロス4世（スペイン王）[29]
- フェルナンド7世（スペイン王）[30]
- マリア・クリスティーナ・デ・ボルボン＝ドス・シシリアス（スペイン王妃）[29]
- アルフォンソ13世（スペイン王）[17]
- ジョージ3世（イギリス王）[31]

1808年にトゥールビヨン・ウォッチのNo.1297を購入した。この時計はケ・ド・ロルロージュの工房から出荷された3番目のトゥールビヨンモデルであった。
- ジョージ4世（イギリス王）[31]

1814年に金箔のブロンズの円錐を頂上に冠した大型のトゥールビヨン・ウォッチを購入した。このトゥールビヨンは、すべてのトゥールビヨンの中で最も権威のあるものとされている。さらに同年、ウィンザー城で現在も使用されているシンパティック・クロックのNo.666/721を手に入れた。そのほか木製レギュレーターやレゾナンス・ウォッチ、そして乗馬用時計を含む、何点かの作品も購入している。
- ヴィクトリア（イギリス女王）[31]

1838年に、非常に小さく薄型のNo.5102を購入した。この時計はオフセンターの文字盤を備え、ペンダント式の巻き上げ機構を搭載していた。
- チャールズ3世（イギリス王）[31][32]

2008年、60歳の誕生日にロイヤルギフトとしてRef.3680Bが購入された。ケースバックにはプリンス・オブ・ウェールズの紋章が刻まれている。
- ファールーク1世（エジプト王）[17]
- イザベル・ド・ブラジル（ブラジル皇太女）[17]
- ナサニエル・ド・ロスチャイルド（銀行家）[33]

1835年に1829年製のリピーターウォッチNo.4730（初代所有者はロシアのカタリーナ・バグラチオン王女）を購入した。
- ジョアキーノ・ロッシーニ（作曲家）[34]

中型のサイズで日付表示を備え、ギヨシェ彫りのゴールド製ケース、オフセンターのシルバー・ダイヤル、レバー脱進機などを特徴とする、1828年製のNo.4604を所有していた。
- セルゲイ・ラフマニノフ（作曲家）[35]
- アルトゥール・ルービンシュタイン（ピアニスト）[36]

ブレゲの時計をいくつか所有しており、パリを訪問する機会があると、頻繁にブレゲのブティックを訪問した。なかでも日付表示と温度計が付いた1822年製のNo.1682は、イミテーション・ウォッチとして最初に製作され、その後1884年にムーブメントが組み込まれた背景を持つ。
- エットーレ・ブガッティ（実業家）[37]

1932年、エットーレはのちに伝説となるブガッティの超高級車「ロワイヤル」に、ステアリングホイールの中央に配置することを目的としたタコメーター機能付きのクロノグラフを搭載したいと考えており、ブレゲはNo.2023を製作してそれに応えた。文字盤には「Special for Bugatti」の文字が刻まれ、8日間のパワーリザーブを備えた機械式ムーブメントを搭載していた。
- ウィンストン・チャーチル（政治家）[38]

チャーチルは生涯を通じて、時計の購入のため、またある時は肌身離さず着用していたNo.765のメンテナンスを受けるためにブレゲを頻繁に訪れていた。愛用の逸品No.765は、ミニッツリピーターとフライバック秒針を備える卓越したクロノグラフであり、マールバラ公爵が1890年に購入したものであった。

## 文学に登場するブレゲ
創業以来獲得してきたその高い名声から、これまでに数多くの文学作品でブレゲに関する描写が綴られている。
"Breguet makes a watch which for twenty years never goes wrong, while the pitiful machine by which we live runs amiss and produces pain at least once a week."（ブレゲは20年間一度も故障しない時計を作っているが、私たちが生きている哀れな機械は少なくとも週に一度は故障して、痛みを引き起こす。） ー スタンダール、『ローマ、ナポリ、フィレンツェ』、1817年
"A dandy on the boulevards (...), strolling at leisure until his Breguet, ever vigilant, reminds him it is midday."（ダンディがのんびりと大通りを散歩していると、いつも目を光らせているブレゲが彼に正午であることを思い出させる。） ー アレクサンドル・プーシキン、『エフゲニー・オネーギン』、1825-1833年
"The traveller regrets taking so much money with him. He looks at his Breguet watch — perhaps it’s for the last time. He would have been happier if it were hanging safely from his mantelpiece in Paris."（旅人は大金を持っていったことを後悔する。 彼はブレゲの時計に目をやる。おそらくこれが最後だろう。パリのマントルピースにこの時計が無事にぶら下がっていれば、彼はもっと幸せだっただろうに。） ー プロスペル・メリメ、『スペインからの手紙』、1830-1833年
"He drew out the most delicious thin watch that Breguet had ever made. Fancy, it is eleven o’clock, I was up early."（彼は、ブレゲが製造した中で最も素晴らしい薄型時計を取り出した。 驚きだ、11時か、早起きしたんだ。） ー オノレ・ド・バルザック、『ウジェニー・グランデ』、1833年
"Danglars’ watch, a masterpiece by Breguet which he had rewound with care before setting out the previous day, chimed half past five in the morning."（ダングラールの時計はブレゲの傑作で、前日の出発前に丁寧に巻き直してあったが、朝の5時半に鐘が鳴った。） ー アレクサンドル・デュマ、『モンテ・クリスト伯』、1844年
"Rodolphe found Mademoiselle Laure at the trysting place. Good, said he, for punctuality she is a feminine Breguet."（ロドルフは待ち合わせ場所でマドモアゼル・ロールを見つけた。「よかった、彼女は時間に正確で、女性らしいブレゲだね」と彼は言った。） ー アンリ・ミュルジェール、『ボヘミアン生活社の情景』、1848年
"At times the heart plays tricks and lets us down. The vigilant are right. For God (the mighty Breguet) gave us faith, and seeing it was good, improved it with a watchful eye."（時として人の心は欺き、われわれを落胆させる。理性を失わないのは誰だろう。神にも等しい偉大なブレゲが信頼をもたらし、善なるものを見出し、注意深い目を持ってそれを正す。） ー ヴィクトル・ユゴー、『通りと森の歌』、1865年